# Alexandre Noël Charles Acloque
Alexandre Noël Charles Acloque (1871–1941) fue un botánico, y micólogo francés, experto también en líquenes. Acloque estaba ampliamente interesado en la historia natural y escribió libros sobre la flora y la fauna (insectos) de Francia.

## Algunas publicaciones

### Libros

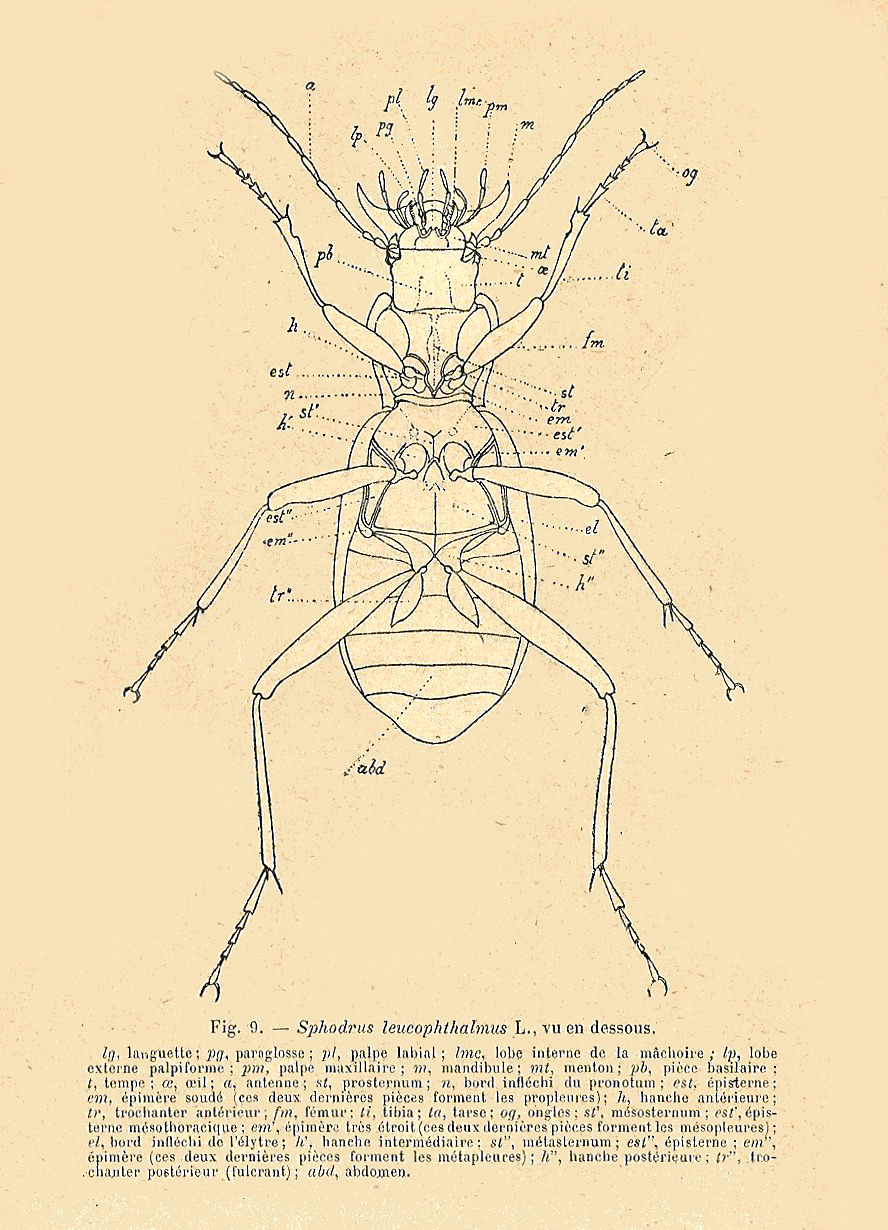
Dibujo del libro de Acloque sobre avispas en A Fauna of France

- Les Champignons, au point de vue biologique, économique et taxonomique. 1892, 1 v. in-16 de 328 p. 60 figs. Ed. Bibliothèque scientifique contemporaine

- Les Lichens, Étude sur l'anatomie, la physiologie et la morphologie de l'organisation lichénique, 1893, 1 v. in-16 de 376 p. 82 figs. Ed. Bibliothèque scientifique contemporaine

- Flore de France, con la descripción de especies nativas dispuestas en cuadros analíticos e ilustrado en 2165 figuras que muestran las características típicas de géneros y subgéneros. Prefacio de M. Bureau, profesor del Muséum, Paris, 1894, 1 v. in-18 jésus de 816 p. 2165 figs. Ed. Librairie J.-B. Baillière & Fils

- Faune de France con la descripción de especies indígenas dispuestas en tablas analíticas e ilustradas de figuras representando los tipos característicos de géneros. Prefacio de Edmond Perrier, profesor del Muséum. (1896-1900). Ed. Librairie J.-B. Baillière & Fils

- - Mammifères, 1 v. in-18 de 84 p. 209 figs.

- - Oiseaux, 1 v. in-18 de 252 p. 621 figs.

- - Poissons, Reptiles, Batraciens, Protochordés, 1 v. in-18 de 210 p. 294 figs.

- - Coléoptères, 1 v. in-18 de 466 p. 1052 figs.

- - Orthoptères, Névroptères, Hyménoptères, Lépidoptères, Hémiptères, Diptères, Aphaniptères, Thysanoptères, Rhipiptères, 1 v. in-18 de 516 p. 2235 figs.

- - Myriapodes, Arachnides, Crustacés, Némathelminthes, Lophostomes, Thysanoures, Vers, Mollusques, Polypes, Spongiaires, Protozoaires, 1 v. in-18 de 500 p. 1664 figa.

- 'Les insectes nuisibles, 1 v. in-8, 1897

- Scènes de la vie des insectes, 1 v. in-8, 173 figs. 1897, ed. C. Paillart à Abbeville en línea

- Fleurs et plantes, 1 v. in-8, 1898

- Le monde sous-marin, 1 v. in-8, 1899

- Sous le Microscope, 1 v. in-8, 313 figs. 316 p. 1900

- Flores régionales de France ed. Librairie J.-B. Baillière & Fils

- - Flore du sud-est de la France et des Alpes, con la descripción de todas las especies nativas dispuestas en cuadros analíticos

- - Flore du sud-ouest de la France et des Pyrénées

- - Flore du nord-est de la France, des Vosges et de l'Alsace-Lorraine, con la descripción de todas las especies nativas dispuestas en cuadros analíticos, e ilustrada de.... figuras representando los tipos característicos de géneros y subgéneros

- - Flore de La Région méditerranéenne de la France; Alpes-Maritimes, Var, Bouches-du-Rhône, Gard, Hérault, Aude, Pyrénées orientales, Corse; con la descripción de todas las especies nativas dispuestas en cuadros analíticos, e ilustrado de 2165 figs. representando los tipos característicos de gros. y subgros.

- - Flore de l'Ouest de la France, Charente, Charente-Inférieure, Deux-Sèvres, Vendée, Loire-Inférieure, Morbihan, Finistère, Côtes-du-Nord, Ille-et-Vilaine, Seine-Inférieure, Eure, Calvados, Orne, Manche, Mayenne, Sarthe, Maine-et-Loire con la descripción de todas las especies nativas dispuestas en cuadros analíticos, y 2165 figs. representando los tipos caractrrísticos de gros. y subgros.

- - Flore des Environs de Paris; Seine, Seine-et-Oise, Oise, Seine-et-Marne, Loiret, Eure-et-Loir, con la descripción de todas las especies nativas dispuestas en cuadros analíticos, y.... figs. representando los tipos característicos de gros. y subgros. 816 p.

- Nos pêcheurs de haute mer, (en 2 partes: Nos pêcheurs à Terre -Neuve & Nos pêcheurs en Islande), 1 vol. in-4, 1904, ed. de la Maison Mame à Tours

- Observations biologiques et écologiques sur la flore de Wimereux et des environs, con Casimir Cépède, Boulogne-sur-Mer, Impr. G. Hamain, 1910, 48 p.

- Sous les flots, mémoire d'un crabe, 1 v. in-8, 1904

- Les merveilles de la vie végétale, 1 v. in-8, 1912, ed. "La Bonne Presse", rue Bayard à Paris en línea

- Zigzags au pays de la science, 1 v. 366 p. 1913, ed. de la Maison Mame à Tours

### Artículos
En la revista Cosmosrevisión enciclopédica semanal del progreso científico y de sus aplicaciones con el arte y la industria
- Le pistil des Conifères, 1904, n° 1002
- Plantes ornementales à rhizome dormant, n° 1025
- Les baumes, n° 1043
- Les principes de la coloration des fleurs, n° 1059
- La fixation de l'azote par les végétaux, n° 1131
- Le symbiotisme des légumineuses et ses applications culturales, n° 1133
- Les scolytides, coléoptères xylophages, 70: 174-176, 1914

En la revista Le Monde des Plantes, bimensual, 78, rue de Flore, Le Mans (Sarthe)
- Les fleurs du Platanthera montana Rchb. (Pl. chlorantha Cust.) sont-elles odorantes? - II - 1935, p. 10-10
- En lisant un numéro du Monde des Plantes - 1936, p. 30-31
- Le carotène - 1936, p. 42-43 - Serie IV, N° 222
- Le Galega dans la région parisienne - 1938, p. 30-30 - Serie V, N° 232
- Les Champignons basidiosporés projettent-ils leurs spores? - 1938, p. 26-26- Serie V, N° 232

## Honores

### Eponimia
- (Lamiaceae) Leucas acloquei H.Lév.[2]
- La abreviatura «Acloque» se emplea para indicar a Alexandre Noël Charles Acloque como autoridad en la descripción y clasificación científica de los vegetales.[3]